# 並松紀子
並松 紀子（なみまつ のりこ、1978年9月19日 - ）は、日本の元レースクイーンである。タレントやイベントコンパニオン、女優としての活動歴もある。

## 人物
1978年（昭和53年）、愛知県生まれ。特技はボディボードとスノーボード。特技は球技と料理、似顔絵である。
「コスチュームを着ているおねえさんの仲間入りが憧れだった」ことから2001年（平成13年）、オーディションを経て 『NISMO HIROTO』のレースクイーンとなった。翌2002年（平成14年）には 『NOMAD』レースクイーン、2003年（平成15年）に 『RE雨宮 Swift』キャンペーンガールとなり、2004年（平成16年）には 『フィールズ レーシングチーム』のレースクイーンを務めた。
2002年（平成14年）、女優として、2010年3月発売のVシネマ 『NINJA GIRLS おっぱい帝国の逆襲』（九鬼、監督・遊法人）に、同じく元レースクイーンの近藤和美らとともに出演した。

## リリース作品

### イメージDVD&ビデオ
- 『emotions』 （GPミュージアムソフト、2003年5月）
- 『Visage』 （フォーサイド・ドット・コム、2003年7月）
- 『Visage　スペシャル・エディション』 （イーネットフロンティア、2004年11月）
- 『egoist』 （日本メディアサプライ、2004年11月）
- 『Se-女!B』 （フォーサイド・ドット・コム、2005年11月）
- 『NINJA GIRLS おっぱい帝国の逆襲』 （KUKI、2010年3月）

## 書籍

### 写真集
- 『エロレボリューション3』 （ぶんか社、2003年10月）

## 舞台
2002年（平成14年）、レースクイーンによる初の本格的な演劇舞台『Chance!?』が9月20日から22日までの3日間、東京/天王洲スフィアメックスで行なわれた。出演したレースクイーンは、牛川とこ、相馬茜、近藤和美、三好さやか、かとうえりこ、横須賀まりこ、諸岡愛美、澄谷薫、水谷さくら、上原ゆいなどである。